# Arcidiecéze oviedská
Arcidiecéze oviedská je římskokatolická metropolitní arcidiecéze ve Španělsku, jejíž sídlo je v Oviedu, kde se nachází katedrála sv. Salvátora. Současným arcibiskupem je od roku 2009 Mons. Jesús Sanz Montes.

## Církevní provincie
Jde o metropolitní arcidiecézi, jíž jsou podřízena tato sufragánní biskupství:
- Diecéze León
- Diecéze Santander
- Diecéze Astorga

## Stručná historie
Diecéze byla v Oviedu založena v roce 811, roku 1105 byla bezprostředně podřízena Svatému Stolci. Ve středověku měla diecéze velký význam, jako jedna z etap svatojakubské cesty. V roce 1954 byla povýšena na metropolitní arcidiecézi.